# Milan Albrecht
Milan Albrecht (16 luglio 1950) è un ex calciatore cecoslovacco, di ruolo attaccante.
Totalizza 334 presenze e 66 con le squadre di club.

## Palmarès

### Club

#### Competizioni nazionali
- Campionato cecoslovacco: 3

Baník Ostrava: 1975-1976, 1980-1981, 1981-1982
- Coppa di Cecoslovacchia: 1

Baník Ostrava: 1972-1973

#### Competizioni internazionali
- Coppa Piano Karl Rappan: 3

Baník Ostrava: 1974, 1976, 1979

### Nazionale
- Campionato europeo di calcio Under-23: 1

Mosca/Ostrava 1972